# Revierförsterei Stühe
Die Gebäude der ehemaligen Revierförsterei Stühe im nordöstlichen Ortsteil Dötlingen-Klattenhof, Stüher Straße 38 (nicht Nr. 2), stammen aus dem 18. und 19. Jahrhundert. Aktuell (2023) werden sie für Wohn- und Gewerbezwecke genutzt.
Die Gebäude stehen unter Denkmalschutz (siehe auch Liste der Baudenkmale in Dötlingen).
Das eingeschossige lange Wohn- und Wirtschaftsgebäude als Zweiständer-Hallenhaus in Fachwerk mit Putz- und Steinausfachungen sowie Krüppelwalmdach mit Uhlenloch und niedersächsischen Pferdeköpfen und breiten Doppeltüren in der rechten Seitenwand, wurde 1752 für Diederich Petershagen (Inschrift über der Grooten Door) gebaut.
Auf der linken Traufseite ist es über einen jüngeren eingeschossigen Gang verbunden mit einem späteren verklinkertem massiven fast quadratischen Wohnhaus, wohl vom Ende des 19. Jahrhunderts, mit Krüppelwalmdach und ostseitigen Zwerchhaus. Die Gebäude wurden später als Revierförsterei bzw. Försterei bis 2012 genutzt.
Das Landesdenkmalamt befand: „Die Revierförsterei Stuhe hat […] geschichtliche Bedeutung […].“

## Geschichte
Das Revier der ehemaligen Revierförsterei Stühe der Niedersächsischen Landesforsten wurde aufgeteilt in die Reviere von Harpstedt, Neuenburg mit dem Hasbruch. Die hier nun zuständige Revierförsterei Hasbruch verkauft an diesem Standort öfters Holz. Die anerkannte Hegegemeinschaft Stühe und Umgebung hat hier ihren Sitz. Bis 2012 war hier noch der Revierförster Johannes Steffens nach 33 Dienstjahren tätig. Das Revier Stühe wurde aufgelöst und die Gebäude 2012 verkauft und seitdem privat genutzt.